# Shinryaku! Ika Musume
Shinryaku! Ika Musume (侵略!イカ娘?) è un manga shōnen scritto da Masahiro Anbe, pubblicato su Weekly Shōnen Champion di Akita Shoten da luglio 2007 a febbraio 2016. Da esso è stato tratto un anime andato in onda su TV Tokyo tra il 4 ottobre e il 20 dicembre 2010, mentre una seconda serie, intitolata Shinryaku!? Ika Musume, è stata trasmessa sempre da TV Tokyo tra il 26 settembre e il 26 dicembre 2011. Tre OAV sono stati distribuiti in Giappone tra il 2012 e il 2014.

## Trama
Ika Musume (lett. "ragazza calamaro") è una ragazza con i capelli che somigliano a dei tentacoli di calamaro e vive sul fondo del mare. Intenzionata a conquistare il mondo per vendicarsi dell'umanità, colpevole di aver inquinato gli oceani, tenta di prendere possesso del ristorante Lemon Beach House, di proprietà della famiglia Aizawa, per farne la propria base segreta. Tuttavia distrugge accidentalmente un muro ed è costretta a lavorare come cameriera per ripagare i danni.

## Personaggi
Ika Musume (イカ娘?, Ika Musume)
Doppiata da: Hisako Kanemoto (ed. giapponese)
Una ragazza che vive sul fondo del mare con capelli celesti, intenzionata a sottomettere l'umanità come punizione per l'inquinamento dei mari. Dopo aver danneggiato il ristorante Lemon Beach House, viene costretta a lavorare come cameriera per ripagare i danni e a vivere nella casa della famiglia Aizawa, proprietaria del ristorante. Come i calamari, ha dieci tentacoli che le spuntano dai capelli e può sputare inchiostro dalla bocca. Possiede anche altre capacità tipiche dei cefalopodi, come il brillare al buio, muovere le piccole alette che ha sul cappello e cambiare peso per poter utilizzare meglio i tentacoli. Adora i gamberetti e ha una grande paura di predatori come le orche assassine, al punto da essere terrorizzata anche dai materassini gonfiabili a forma di orca. Pur essendo spesso infantile, dimostra una grande intelligenza, risolvendo difficili problemi di matematica e imparando l'inglese in poco tempo. Quasi sempre aggiunge "geso" (ゲソ? lett. "tentacoli") alla fine dei suoi discorsi e include "ika" nelle sue frasi (es. ja na ika (～じゃなイカ? lett. non è vero?)).
Eiko Aizawa (相沢 栄子?, Aizawa Eiko)
Doppiata da: Ayumi Fujiwara (ed. giapponese)
La manager del ristorante Lemon Beach House. Ha i capelli marroni e un carattere forte. Tocca a lei tenere sotto controllo Ika Musume. Nonostante spesso quest'ultima la faccia irritare, Eiko tiene molto a lei. Ama molto i videogiochi e non sopporta lo studio.
Chizuru Aizawa (相沢 千鶴?, Aizawa Chizuru)
Doppiata da: Rie Tanaka (ed. giapponese)
La sorella maggiore di Eiko, dai capelli blu e gli occhi quasi costantemente chiusi. Anche se ha un aspetto molto gentile, ha una forza e un'agilità sovrumane, tanto da terrorizzare Ika solo con lo sguardo. È preoccupata dal suo peso.
Takeru Aizawa (相沢 たける?, Aizawa Takeru)
Doppiato da: Miki Ōtani (ed. giapponese)
Il fratello minore di Eiko e Chizuru, frequenta la scuola elementare e spesso gioca con Ika.
Sanae Nagatsuki (長月 早苗?, Nagatsuki Sanae)
Doppiata da: Kanae Itō (ed. giapponese)
Un'amica di infanzia di Eiko, ha un cane di nome Alex. È ossessionata da Ika Musume e possiede pupazzi, cuscini, tazze e altri oggetti con la sua immagine. Cerca sempre di abbracciarla, e Ika, ogni volta, reagisce violentemente.
Gorō Arashiyama (嵐山 悟郎?, Arashiyama Gorō)
Doppiato da: Yūichi Nakamura (ed. giapponese)
Un altro amico di Eiko, lavora come bagnino nella spiaggia davanti alla Lemon Beach House. È innamorato di Chizuru, ma non ha il coraggio di confessarle i suoi sentimenti.
Nagisa Saitō (斉藤 渚?, Saitō Nagisa)
Doppiata da: Azusa Kataoka (ed. giapponese)
Una ragazza amante del surf che lavora part-time come cameriera alla Lemon Beach House. A differenza di tutti gli altri, considera Ika Musume una vera minaccia per l'umanità e ha paura di lei. Al contrario, Ika è assai soddisfatta di essere presa sul serio almeno da una persona e cerca sempre di terrorizzare Nagisa. Per un breve periodo Nagisa si veste da ragazzo per attrarre più clientela femminile alla Lemon Beach House, e questo stranamente induce Ika a farle meno scherzi.
Cindy Campbell (シンディー・キャンベル?, Shindī Kyanberu)
Doppiata da: Hitomi Nabatame (ed. giapponese)
Una ricercatrice americana convinta che Ika Musume sia un'aliena, tentando sempre di trascinarla nel suo laboratorio per esaminarla. Ha una rivalità scherzosa con Sanae per via della loro comune passione per Ika. Parla molto bene sia il giapponese che l'inglese.
Harris (ハリス?, Harisu), Clark (クラーク?, Kurāku) e Martin (マーティン?, Mātin)
Doppiati rispettivamente da: Seiji Sasaki, Anri Katsu, Tetsuo Gotō (ed. giapponese)
Laureati al MIT e colleghi di Cindy, lavorano in un laboratorio segreto vicino alla spiaggia. Le loro invenzioni spesso hanno esiti disastrosi, e per questo vengono soprannominati dagli altri, inclusa Cindy, "I tre idioti" (3バカトリオ?, San Baka Torio).
Kiyomi Sakura (紗倉 清美?, Sakura Kiyomi)
Doppiata da: Kokoro Kikuchi (ed. giapponese)
Una studentessa delle scuole medie che diventa amica di Ika dopo che questa ha tentato senza successo di farle uno scherzo. È la prima persona a diventare ufficialmente sua amica.
Proprietario del Minamikaze (南風の店長?, Minamikaze no Tenchō)
Doppiato da: Rikiya Koyama (ed. giapponese)
Il proprietario di un ristorante concorrente del Lemon Beach House, il Minamikaze (南風?, Minamikaze), di cui non si conosce il nome. Cerca di sfruttare la popolarità di Ika realizzando dei kigurumi, piuttosto inquietanti, basati su di lei e sulle sue abilità particolari, come lo sputare inchiostro. Tenta sempre di portare Ika a lavorare al suo ristorante, proponendo a Eiko delle sfide con la "ragazza calamaro" come premio.
Ayumi Tokita (常田 鮎美?, Tokita Ayumi)
Doppiata da: Ayako Kawasumi (ed. giapponese)
La figlia del proprietario del ristorante Minamikaze. Pur essendo molto bella, al punto da attirare molti clienti al ristorante, è estremamente timida, specialmente con i ragazzi. Per aiutarla a superare questo problema, suo padre spesso le fa indossare un kigurumi da Ika. Occasionalmente lavora anche alla Lemon Beach House, per superare la sua timidezza, ed è piuttosto schiva nei confronti di Eiko. Al contrario, non ha problemi a parlare con Ika, dato che non è umana.
Tatsuo Isozaki (磯崎 辰雄?, Isozaki Tatsuo)
Doppiato da: Shunzō Miyasaka (ed. giapponese)
Un bagnino collega di Goro. Tenta sempre senza successo di rimorchiare.
Kozue Tanabe (田辺 梢?, Tanabe Kozue)
Doppiata da: Akemi Kanda (ed. giapponese)
Una ragazza gentile che compare in un solo episodio, dicendo a Ika che forse sottomettere l'umanità non è necessario poiché non tutti gli esseri umani sono malvagi. Molto probabilmente anche lei viene dal mare, poiché ha un cappello simile a quello di Ika e le sue parole sembrano suggerire che anche lei non è umana. Le prime sillabe del suo cognome e del suo nome formano la parola tako (たこ?), ovvero polpo.
Aiko Saitō (斉藤 愛子?, Saitō Aiko)
Doppiata da: Hiroko Ushida (ed. giapponese)
La maestra di Takeru, gelosa della popolarità di Ika tra i suoi studenti. È la sorella maggiore di Nagisa.
Mini Ika Musume (ミニイカ娘?, Mini Ika Musume)
Doppiata da: Hisako Kanemoto (ed. giapponese)
Una versione in miniatura di Ika Musume comparsa nei sogni di vari personaggi.

## Episodi

### Shinryaku! Ika Musume
| Nº | Titolo italiano Giapponese 「Kanji」 - Rōmaji | In onda          | In onda |
| Nº | Titolo italiano Giapponese 「Kanji」 - Rōmaji | Giapponese       |         |
| 1  | Chi è per una Seppia-Invasione? 「侵略しなイカ？」 - Shinryaku shina-ika?Aspetta, non è uno dei nostri? 「同胞じゃなイカ？」 - Dōhō ja na-ika?Non sono la più forte? 「最強じゃなイカ？」 - Saikyō ja na-ika?                   | 4 ottobre 2010   |         |
| 2  | Non sei il mio compagno? 「仲間じゃなイカ？」 - Nakama ja na-ika?Festeggerai? 「祝わなイカ？」 - Iwawana-ika?Giocherai? 「遊ばなイカ？」 - Asobana-ika?                                                                         | 11 ottobre 2010  |         |
| 3  | Non hai paura? 「怖くなイカ？」 - Kowakuna-ika?Non sei il mio nemico naturale? 「天敵じゃなイカ？」 - Tenteki ja na-ika?Non sei nuova? 「新入りじゃなイカ？」 - Shin'iri ja na-ika?                                             | 18 ottobre 2010  |         |
| 4  | Non lo compri? 「買わなイカ？」 - Kawana-ika?Non t'intrufolerai? 「乗りこまなイカ？」 - Norikomana-ika?Non sei un falso? 「ニセモノじゃなイカ？」 - Nisemono ja na-ika?                                                         | 25 ottobre 2010  |         |
| 5  | Non sei un alieno? 「宇宙人じゃなイカ？」 - Uchūjin ja na-ika?Non vai a scuola? 「学校に行かなイカ？」 - Gakkō ni Ikana-ika?Non lo prendi? 「飼わなイカ？」 - Kawana-ika?                                                       | 1º novembre 2010 |         |
| 6  | Non è l'Hero Show? 「ヒーローショーじゃなイカ？」 - Hīrō shō ja na-ika?Non studierai? 「勉強しなイカ?」 - Benkyō shina-ika?Non è amore? 「恋じゃなイカ？」 - Koi ja na-ika?                                                     | 8 novembre 2010  |         |
| 7  | Non verrai preso di mira? 「狙われなイカ？」 - Nerawarena-ika?Non ricercherai? 「研究しなイカ？」 - Kenkyū shina-ika?Non lavorerai? 「働かなイカ？」 - Hatarakana-ika?                                                          | 15 novembre 2010 |         |
| 8  | Non sei malata? 「病気じゃなイカ？」 - Byōki ja na-ika?Non è una nuova abilità? 「新能力じゃなイカ？」 - Shin-nōryoku ja na-ika?Non lo userai? 「ささないか？」 - Sasana-ika?                                                   | 22 novembre 2010 |         |
| 9  | Non giocherai con il campanello? 「ピンポンダッシュしなイカ？」 - Pinpon Dasshu shina-ika?Non vuoi il trucco? 「メイクしなイカ？」 - Meiku shina-ika?Non è un'arma segreta? 「秘密兵器じゃなイカ？」 - Himitsu Heiki ja na-ika? | 29 novembre 2010 |         |
| 10 | Non è un Teru Teru Bozu? 「てるてるぼうずじゃなイカ？」 - Teruterubōzu ja na-ika?Non vuoi essere amata? 「好かれなイカ？」 - Sukarena-ika?Non vuoi giocare a Baseball? 「野球しなイカ？」 - Yakyū shina-ika?                    | 6 dicembre 2010  |         |
| 11 | Non è una bambola? 「人形じゃなイカ？」 - Ningyō ja na-ika?Non è dubbioso? 「疑惑じゃなイカ？」 - Giwaku ja na-ika?Non farai escursionismo? 「登山しなイカ？」 - Tozan shina-ika?                                               | 13 dicembre 2010 |         |
| 12 | Non combatterai? 「戦わなイカ？」 - Tatakawana-ika?Non è una crisi? 「ピンチじゃなイカ？」 - Pinchi ja na-ika?Non è una grande crisi? 「もっとピンチじゃなイカ？」 - Motto Pinchi ja na-ika?                                    | 20 dicembre 2010 |         |

#### Episodi bonus
| Nº | Titolo italiano Giapponese 「Kanji」 - Rōmaji                                                                        | In onda        | In onda |
| Nº | Titolo italiano Giapponese 「Kanji」 - Rōmaji                                                                        | Giapponese     |         |
| 1  | Mini Ika Musume Short Story Parte 1 「ミニイカ娘 ショートストーリー その1」 - Mini Ika Musume Shōto Sutōrī Sono Ichi | 20 aprile 2011 |         |
| 2  | Mini Ika Musume Short Story Parte 2 「ミニイカ娘 ショートストーリー その2」 - Mini Ika Musume Shōto Sutōrī Sono Ni   | 18 maggio 2011 |         |

### Shinryaku!? Ika Musume
| Nº | Titolo italiano Giapponese 「Kanji」 - Rōmaji | In onda           | In onda |
| Nº | Titolo italiano Giapponese 「Kanji」 - Rōmaji | Giapponese        |         |
| 1  | Non vuoi forse invadere? 「侵略しなイカ！？」 - Shinryaku shina-ika!?Non è forse un rivale in amore? 「恋敵じゃなイカ！？」 - Koigataki ja na-ika!?Non è forse una medusa? 「クラゲじゃなイカ!?」 - Kurage ja na-ika!?                          | 26 settembre 2011 |         |
| 2  | Non vuoi andare alle elementari? 「小学校に行かなイカ!?」 - Shōgakkō Ikana-ika!?Non vuoi fare cosplay? 「コスプレじゃなイカ!?」 - Kosupure ja na-ika!?Non vuoi sentirti leggera? 「軽くなイカ!?」 - Karukuna-ika!?                              | 3 ottobre 2011    |         |
| 3  | Perché non facciamo una passeggiata? 「散歩しなイカ！？」 - Sanpo shina-ika!?Perché non facciamo ginnastica? 「体操しなイカ！？」 - Taisō shina-ika!?Perché non dai una mano? 「助けなイカ！？」 - Tasukena-ika!?                               | 10 ottobre 2011   |         |
| 4  | Non è forse inglese? 「Englishじゃなイカ!?」 - Ingurisshu ja na-ika!?Non puoi fermarti? 「止めなイカ！？」 - Tomena-ika!?Non sta forse scorrendo? 「流れなイカ!?」 - Nagarena-ika!?                                                             | 17 ottobre 2011   |         |
| 5  | Non è forse radiocomandata? 「ラジコンじゃなイカ!?」 - Rajikon ja na-ika!?Non è forse il Tanabata? 「七夕じゃなイカ!?」 - Tanabata ja na-ika!?Non si può forse giocare da soli? 「一人遊びしなイカ!?」 - Hitori Asobi shina-ika!?               | 31 ottobre 2011   |         |
| 6  | Non vuoi fare jogging? 「ジョギングしなイカ!?」 - Jogingu shina-ika!?Non è forse una SP? 「SPじゃなイカ!?」 - SP ja na-ika!?Non vuoi andare all'avventura? 「冒険しなイカ!?」 - Bōken shina-ika!?                                               | 14 novembre 2011  |         |
| 7  | Non vuoi essere ospitale? 「もてなさなイカ!?」 - Motenasana-ika!?Non è forse una perdita di memoria? 「記憶喪失じゃなイカ!?」 - Kioku Sōshitsu jana-ika!?Non vuoi entrare nel club? 「入部しなイカ!?」 - Nyūbu shina-ika!?                      | 21 novembre 2011  |         |
| 8  | Tieni d'occhio la casa? 「留守番しなイカ!?」 - Rusuban shina-ika!?Non vuoi smetterla? 「断たなイカ!?」 - Tatana-ika!?Non è forse un colpo di calore? 「熱中症じゃイカ!?」 - Netchūshō jana-ika!?                                                | 28 novembre 2011  |         |
| 9  | Non vuoi giocare alla famiglia? 「おままごとしなイカ！？」 - Omamagoto shina-ika!?Non è forse pianificato? 「予定じゃなイカ！？」 - Yotei ja na-ika!?Non vuoi andare al parco dei divertimenti? 「遊園地に行かなイカ」 - Yūenchi ni ikana-ika!? | 5 dicembre 2011   |         |
| 10 | Non è forse una grigliata? 「焼かなイカ！？」 - Yakana-ika!?Non vuoi forse proteggerti? 「護らなイカ！？」 - Mamorana-ika!?Non è forse freddo? 「寒くなイカ！？」 - Samukuna-ika!?                                                              | 12 dicembre 2011  |         |
| 11 | Non è forse ipnosi? 「催眠術じゃなイカ！？」 - Saiminjutsu jana-ika!?Non vogliamo costruirla assieme? 「組まなイカ！？」 - Kumana-ika!?Non siamo forse da sole? 「ふたりきりじゃなイカ！？」 - Futarikiri ja na-ika!?                           | 19 dicembre 2011  |         |
| 12 | Non è forse un addestramento? 「訓練しなイカ！？」 - Kunren shina-ika!?Non è forse un festival? 「祭りじゃなイカ！？」 - Matsuri ja na-ika!?Sul serio, non è forse un festival? 「やっぱり祭りじゃなイカ！？」 - Yappari Matsuri ja na-ika!?    | 26 dicembre 2011  |         |

### Shinryaku!! Ika Musume(OAV)
| Nº | Giapponese 「Kanji」 - Rōmaji | In onda          | In onda |
| Nº | Giapponese 「Kanji」 - Rōmaji | Giapponese       |         |
| 1  | 「壊さなイカ？」 - Kowasa na-ika?Non è normale? 「普通じゃなイカ？」 - Futsū jana-ika?Non ti nascondi? 「隠れなイカ？」 - Kakure na-ika? | 8 agosto 2012    |         |
| 2  | Non è forse una piscina gonfiabile? 「ビニールプールじゃなイカ?」 - Binīru Pūru jana-ika?Non è forse la mamma? 「母ちゃんじゃなイカ?」 - Kaa-chan jana-ika?Non è forse un messaggio in bottiglia? 「メッセージボトルじゃなイカ?」 - Messēji Bottoru jana-ika? | 7 giugno 2013    |         |
| 3  | Non vuoi aiutare? 「助っ人じゃなイカ?」 - Suketto jana-ika?Non vuoi essere scoperto? 「バレなイカ?」 - Bare na-ika?Quella non è una poliziotta? 「警察官じゃなイカ?」 - Keisatsukan jana-ika?                                                                 | 9 settembre 2014 |         |